# Saarnaki
Saarnaki est un îlot estonien du golfe de Riga. Il est situé à proximité de l’île de  Hiiumaa, et appartient au comté de Hiiu.

## Description

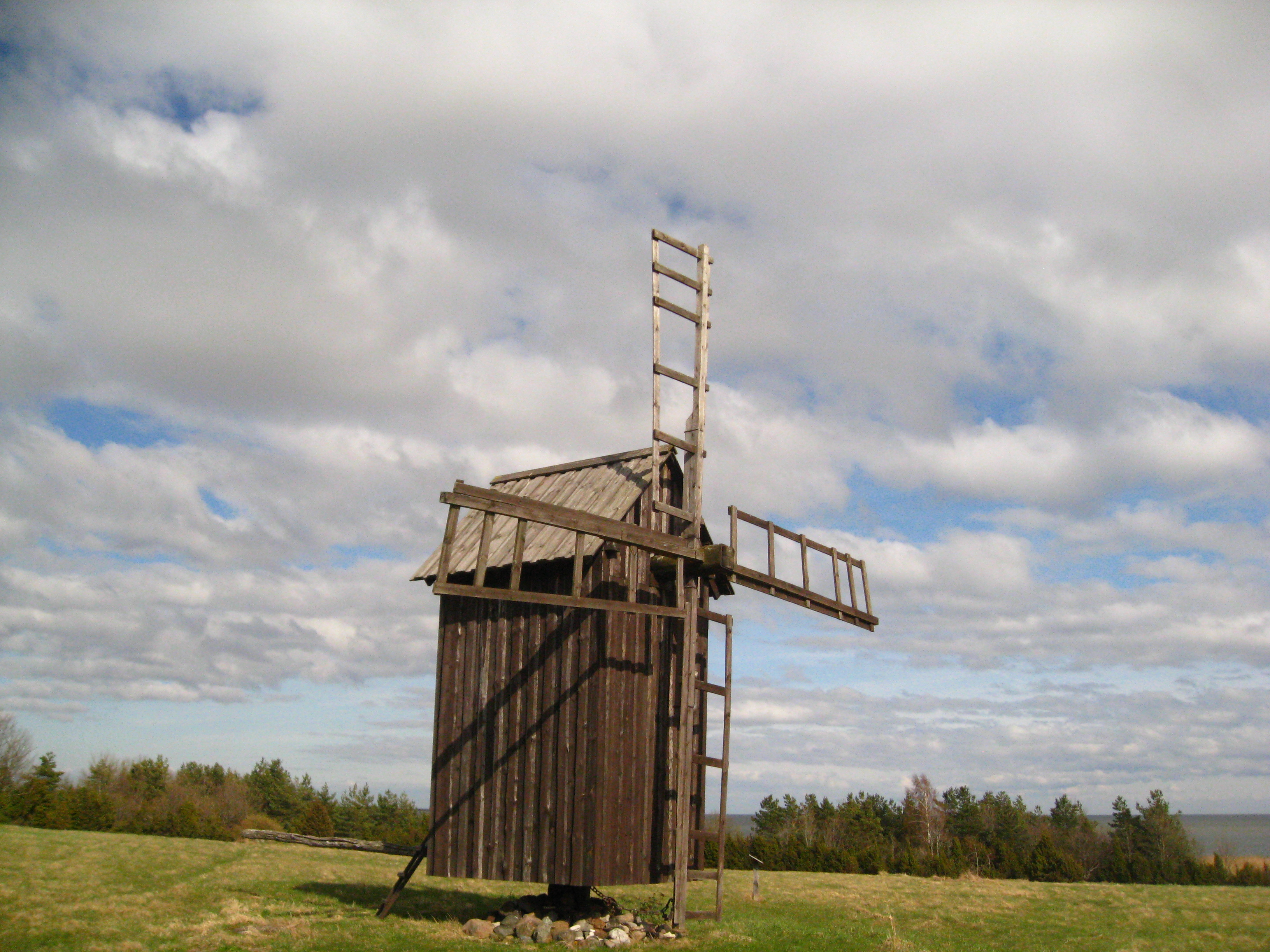
Un moulin à vent sur l'îlot de Saarnaki.

Sa superficie est de 136 hectares, pour environ 5 km de long et 1 km de large. Il culmine entre 7 et 9 mètres au-dessus du niveau de la mer. 
Saarnaki était habité depuis le début du XVe siècle et a été abandonné par ses derniers habitants en 1973. C'est l’îlot le plus étendu de la réserve naturelle des îlots de la région de Hiiumaa (estonien : Hiiumaa laidude maastikukaitseala) et quelques anciennes habitations et bâtiments de ferme ont été restaurés pour les touristes.